# Saarschleife

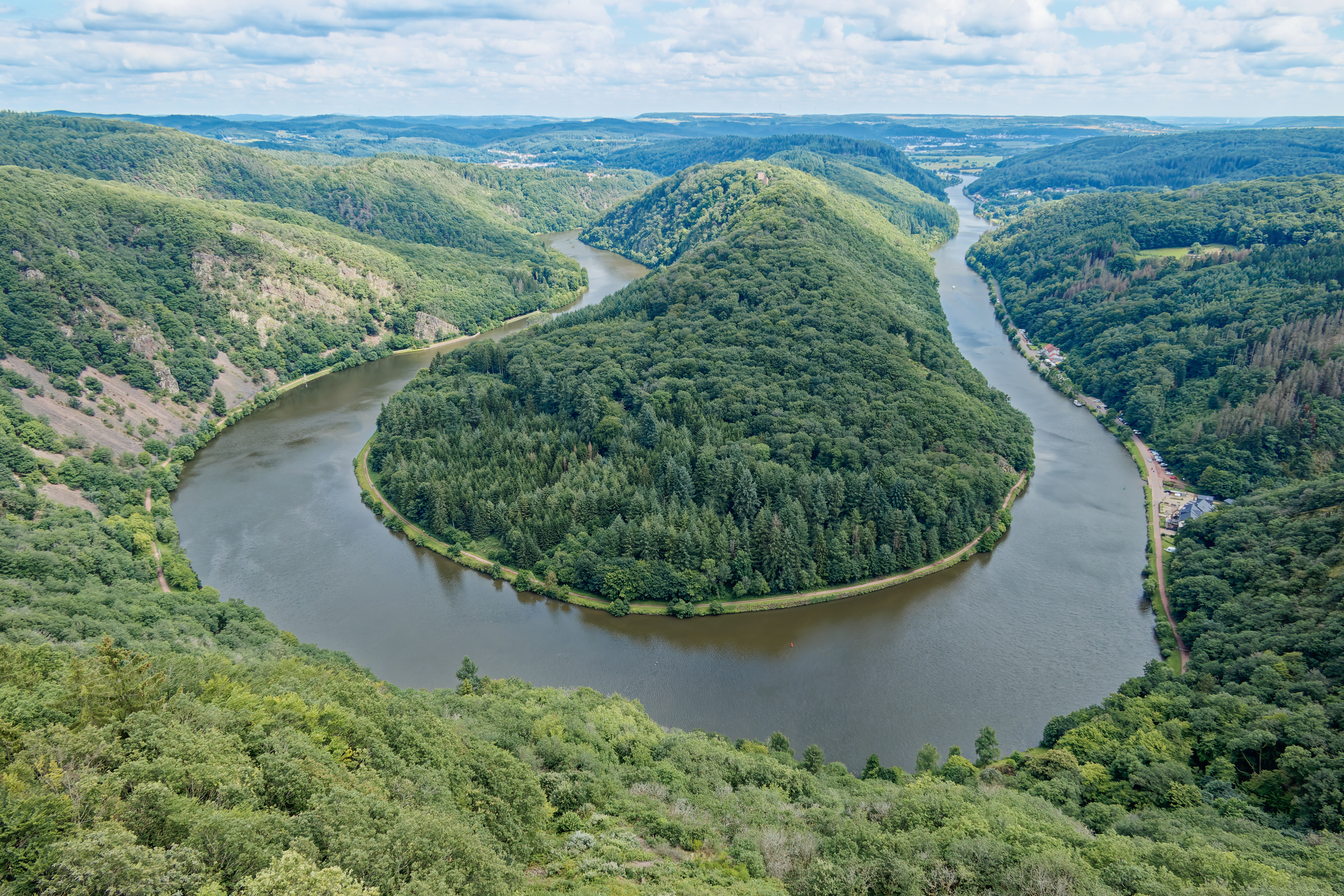
Saarschleife, vom Aussichtspunkt Cloef aus gesehen

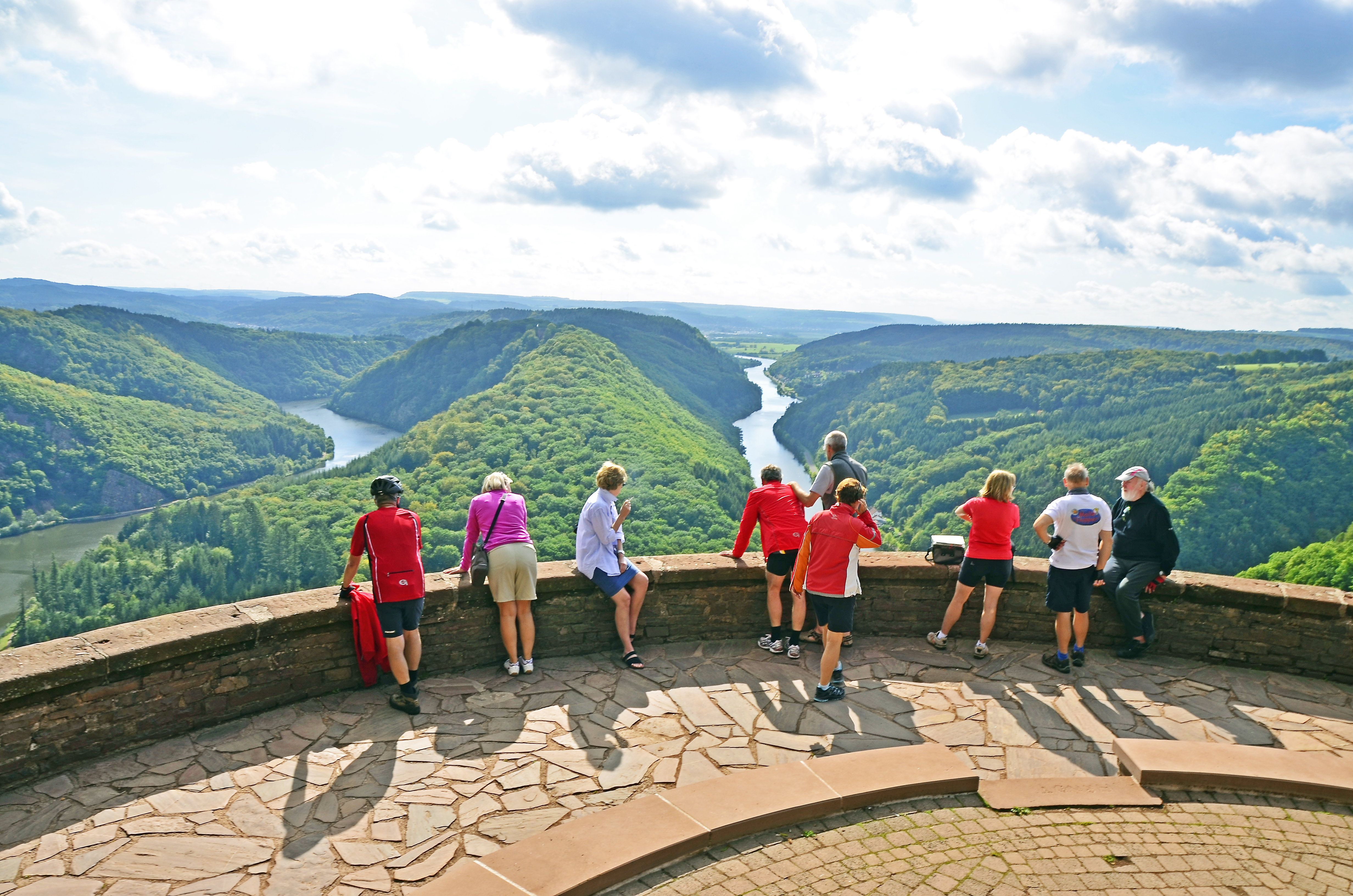
Besucherterrasse am Aussichtspunkt Cloef

Die Saarschleife, im Gegensatz zur Kleinen Saarschleife bei Hamm (einem Ortsteil von Taben-Rodt in Rheinland-Pfalz) auch Große Saarschleife bei Mettlach genannt, ist ein Durchbruchstal der Saar durch den Taunusquarzit und gehört zu den bekanntesten Sehenswürdigkeiten des Saarlandes. Die populärste Ansicht bietet der 180 m hoch über dem Fluss gelegene Aussichtspunkt Cloef im Mettlacher Ortsteil Orscholz. Das Ufer wird von Felswänden, Schutthalden und kleinen Schluchten gebildet.
Die Saarschleife ist das vierte im Rahmen der 30 Geotope³-Initiative der DGGV präsentierte 3D-Modell.

## Lage
Die Saarschleife beginnt kurz hinter dem Merziger Stadtteil Besseringen und endet in Mettlach. Die Luftlinie zwischen Besseringen und Mettlach beträgt nur etwa zwei Kilometer. Die Saar macht jedoch einen Umweg, der nahezu zehn Kilometer beträgt.
Auf dem bewaldeten Bergrücken innerhalb der Saarschleife befinden sich die ehemalige Klosterkirche St. Gangolf mit Teilen der ehemaligen Klosteranlage und die Burgruine Montclair. Der einzige unmittelbar an der Saarschleife gelegene Ort ist das Dorf Dreisbach, zu dem man mit einer Fähre übersetzen kann.
Sowohl auf der Innen-, als auch auf der Außenschleife verläuft ein durchgehender Wander- und Radweg. Ein etwa 100 Hektar großes Gebiet westlich der Saarschleife steht als Steinbachtal westlich Saarschleife unter Naturschutz.

## Geographie
Die Talverengung der Saarschleife zwischen Besseringen und Dreisbach rührt daher, dass die aus dem Buntsandstein des Merziger Beckens kommende Saar hier in einen Abschnitt harten Quarzitgesteins eintritt. Es ist nicht genau geklärt, warum es der Saar in der Vorzeit nicht gelang, den direkten Weg zwischen Besseringen und Mettlach zu wählen. Eine Möglichkeit wäre, dass die Saar bei ihrem Weg Klüften des devonischen Quarzit, also einer Schwächezone, gefolgt ist. Die Verfolgung einer Gesteinsschwäche auf einer Länge von mehr als zwei Kilometern wäre allerdings ungewöhnlich. Untersuchungen zeigten, dass bei der Saarschleife und ihrer Umgebung der Buntsandstein dem darunterliegenden Quarzit nur ungleichmäßig aufgelagert ist. Bei seiner Bildung hat der Buntsandstein also keine ehemalige Ebene zugedeckt, sondern ein bereits bestehendes Relief verschüttet. Die Quarzitkluft muss also schon früher bestanden haben und der sich auflagernde Buntsandstein wurde an dieser Stelle von den Wassern der Saar wieder ausgeräumt. Zusammen mit dem großen Mettlacher Saarmäander tiefte sich die Saarschleife bei einer späteren Gebirgshebung ein. Deutlich erkennbar ist das stufenweise Einschneiden der Saar, wenn man von der Cloef, also dem Felsen über dem Wendepunkt der Saarschleife am Prallhang, den gegenüberliegenden terrassierten Gleithang betrachtet.
Dieser von der Saar umflossene Bergsporn weist eine Länge von 4 km auf und hat an seiner höchsten Erhebung eine Höhe von 318 m ü. NHN, während das Niveau des Saarwassers bei ungefähr 166 m liegt. Das gesamte Umland der Saarschleife ist weitgehend waldbedeckt. Der Wald ist weitgehend naturbelassen. Auf den Buntsandsteinresten der Saarschleife wächst meist ein Rotbuchenhochwald. Auf dem Quarzit überwiegen Hainbuchen und Eichen. An den steilen Hängen gehen die Wälder in einen Buschwald aus Hainbuchen und Eichen über. Aufgrund des günstigen Klimas wächst hier auch die immergrüne submediterran-atlantische Europäische Stechpalme. Auf den sogenannten „Rosseln“, den durch Verwitterung entstandenen Geröllhalden, siedeln sich nur Flechten und Moose an.

### Anthropogene Nutzung

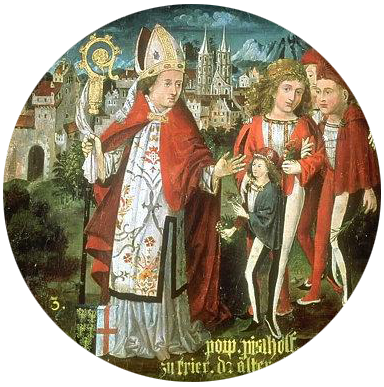
Erzbischof Poppo von Babenberg (Stammbaum der Babenberger, Stiftsgalerie Klosterneuburg, Niederösterreich)

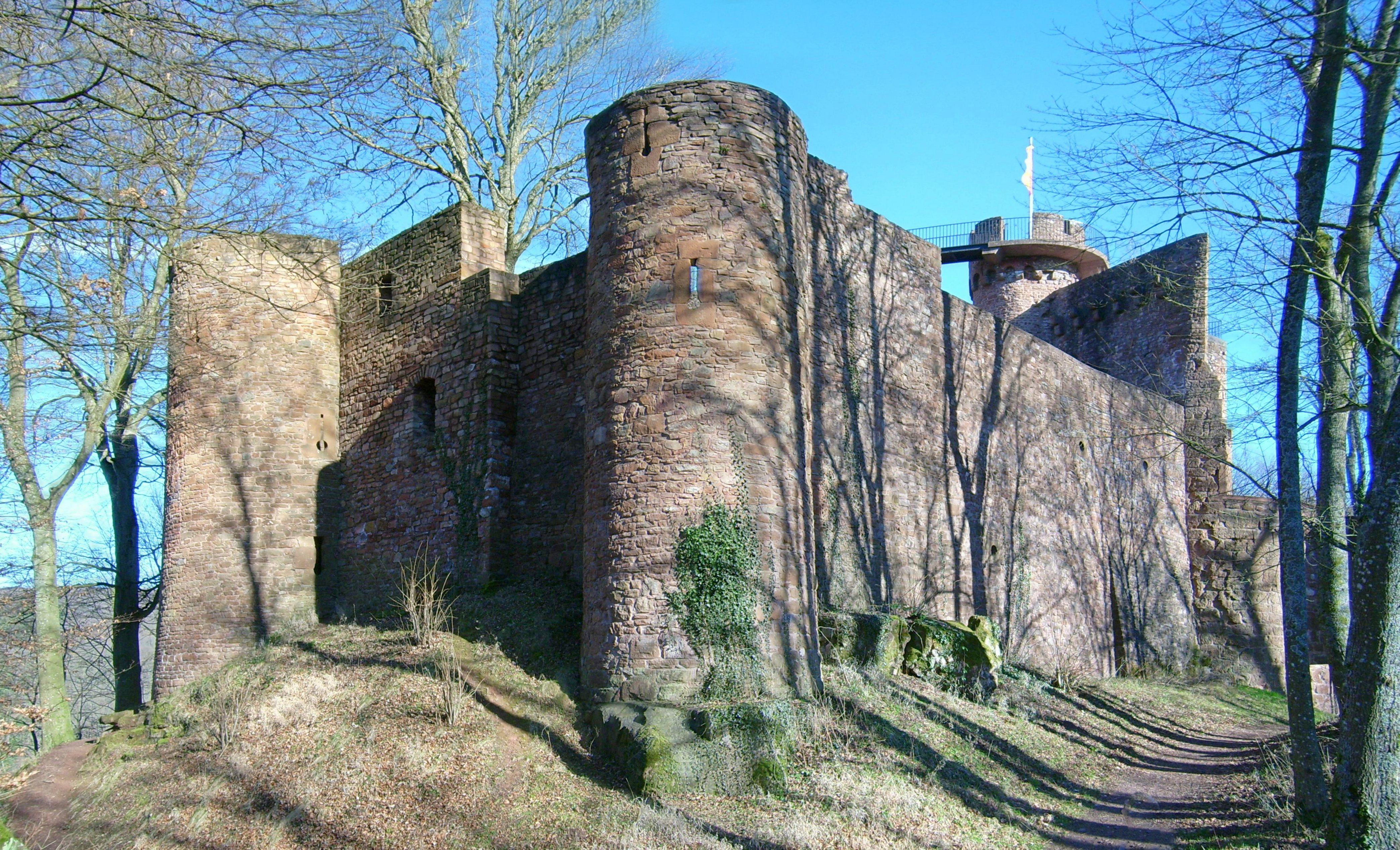
Burgruine Montclair

Die Gunst der Lage des umflossenen Bergsporns veranlasste bereits die keltische Urbevölkerung zur Errichtung eines Schutzwalles, der zwei Kilometer östlich der mittelalterlichen Burgruine Montclair liegt. Vermutlich wurde der Bergsporn der Saarschleife als keltische Fliehburg genutzt. Spuren der Römer am der Sonne zugewandten Steilhang sind nachweisbar. Nach dem Untergang des Römischen Reiches in der Völkerwanderung und der Etablierung der fränkischen Herrschaft errichtete ein ardennisches Adelsgeschlecht auf dem Bergsporn um das Jahr 1000 die Burg Skiva (auch Skipha oder Sissiva). Mit den Erzbischöfen des Erzbistums und Erzstiftes Trier, die als Lehensherren amtierten, gab es ständige Konflikte. Um das Jahr 1016 gelang es dem Trierer Erzbischof Poppo von Babenberg, die Burganlage zu erobern und zu zerstören.
Erst zweihundert Jahre später gestattete der Trierer Erzbischof Arnold I. im Jahr 1180 den Bau einer neuen Burganlage. Die Bauarbeiten dieser Burg, die man Montclair (Mons clarus, Heller Berg) nannte, waren im Jahr 1190 abgeschlossen. Die Burganlage gelangte im Laufe der Zeit an die Herzöge von Lothringen. Bei einem Konflikt der lothringischen Herzöge mit dem Erzstift Trier wurde die Burg im Jahr 1351 zerstört. Erst im Jahr 1426 erhielt die Adelsdynastie der Herren von Sierck das Recht, eine wesentlich kleinere Burg auf dem Saarschleifenbergsporn zu errichten. Diese zweite Burg Montclair verfiel nach 1620 zu einer Ruine. Der französische König Ludwig XIV. vereinbarte im Jahr 1661 mit dem Trierer Erzbischof Karl Kaspar von der Leyen, dass die Burgruine Montclair nicht mehr wiederaufgebaut werden sollte, da sie im Kriegsfall gegen das Königreich Frankreich nutzbar gewesen wäre. Somit schritt der Verfall der Burgruine voran. Erst im 19. Jahrhundert begann man, die erhaltenen Reste zu sichern. Initiator der Erhaltungsmaßnahmen war der preußische König Friedrich Wilhelm IV., der im Jahr 1835 erstmals in Mettlach weilte.
In der Zeit des Nationalsozialismus bestand der Plan Adolf Hitlers, auf dem bewaldeten Montclair-Rücken eine „Reichsschulungsburg“ zu errichten, die 170 Hektar Fläche eingenommen hätte. Entstehen sollten eine Thingstätte für 4000 Personen, ein Turm, eine „Ehrenhalle für die Opfer an der Saar“ sowie ein 800 Meter langes Schulungsgebäude für 600 Personen. Die Entwürfe zur großdimensionierten Anlage lieferte der Kölner Architekt Clemens Klotz, der auch die Kraft-durch-Freude-Anlage in Prora auf Rügen sowie die NS-Ordensburg Vogelsang in der Eifel gebaut hatte. Unmittelbar Verantwortliche der Planung für das Projekt an der Saarschleife waren Robert Ley, Reichsleiter der NSDAP, sowie die Deutsche Arbeitsfront. Die geplante Baumaßnahme der „Reichsschulungsburg an der Saarschleife“ war als „Dankesgabe an das Saarvolk“ im Gefolge der Volksabstimmung des Jahres 1935 propagandistisch angekündigt worden. Die NS-Zeitung „Rhein-NSZ-Front“ bemerkte in ihrer Ausgabe vom 31. Juli 1935 allerdings, „dass beim Erwerb des Geländes noch einige Schwierigkeiten bestehen. (…) Der gegenwärtige Besitzer des Geländes kann sich - und wir möchten keine Zweifel in seine Gründe setzen - aus ideellen Gründen nur sehr schweren Herzens von diesem Stück seines Besitzes trennen.“ Damit war die Familie von Boch gemeint, die das Grundstück nicht veräußern wollte. Aufgrund der militärtechnischen Aktivitäten zur Befestigung der Westgrenze (Westwall) ab 1936 musste die Verwirklichung der Ordensburg an der Saarschleife dann zurückgestellt werden. Als sogenannte „Dankesgabe Hitlers“ an das Saarvolk wurde stattdessen das „Gautheater Saarbrücken“, das heutige Saarländische Staatstheater in Saarbrücken errichtet.

## Baumwipfelpfad mit Aussichtsturm
Am 23. Juli 2016 wurde der Baumwipfelpfad Saarschleife mit einem oberhalb des Aussichtspunktes Cloef befindlichen Aussichtsturm eröffnet.
Vom Aussichtsturm hat man einen wesentlich weiteren Blick als von der Cloef und kann bei guter Sicht u. a. die Türme der Pfarrkirche Mettlach sowie das Kraftwerk Ensdorf erkennen (Entfernung rund 4 km bzw. 28 km Luftlinie).

## Prominente Besucher
Die Saarschleife gilt als das Wahrzeichen des Saarlandes. Ins Rampenlicht rückt sie immer wieder, wenn sich dort Staatsoberhäupter einfinden.
Friedrich Wilhelm IV., König von Preußen, besuchte den Aussichtspunkt Cloef mit Blick auf die Saarschleife am 29. September 1856.
Adolf Hitler war am 16. Mai 1939 an dieser Stelle. In Zeitungsberichten wurde zunächst fälschlicherweise – sogar im Völkischen Beobachter – die „berühmte Mettlacher Moselschleife“ erwähnt. Erst später wurde dieser Fehler korrigiert. Seinerzeit wurde eine Gedenkplatte angebracht, die später entfernt wurde.
Oskar Lafontaine und Gerhard Schröder ließen sich am 4. August 1997 an der Cloef vor der Saarschleife fotografieren. Die Präsidenten Frankreichs und Polens, Jacques Chirac und Lech Kaczyński, fanden sich dort zu einem Dreiergipfel mit Bundeskanzlerin Angela Merkel am 5. Dezember 2006 ein.

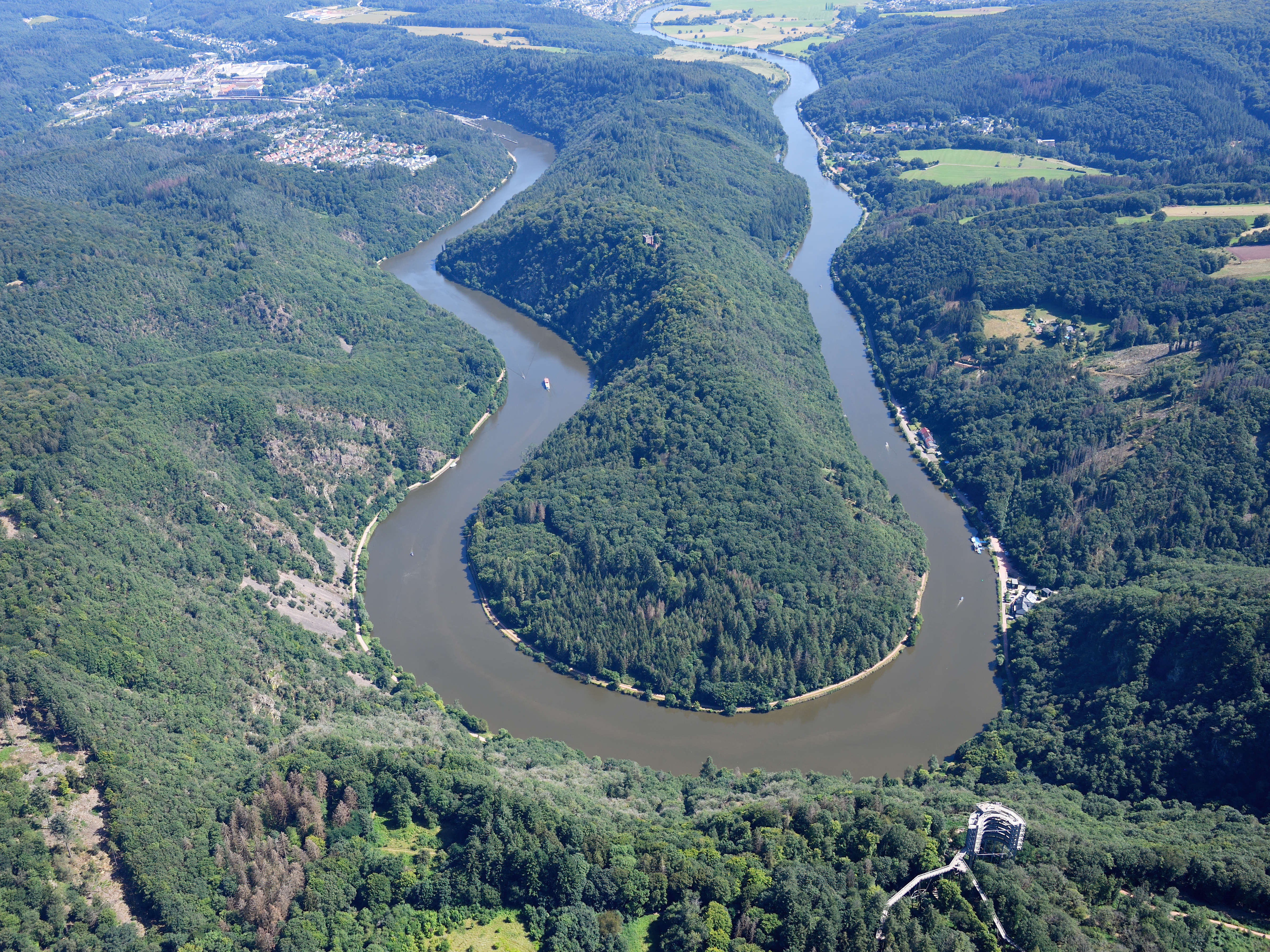
Luftbild der Saarschleife. Auf dem Bergrücken ist die Burg Montclair zu erkennen. Rechts unten ist der Baumwipfelpfad Saarschleife zu sehen
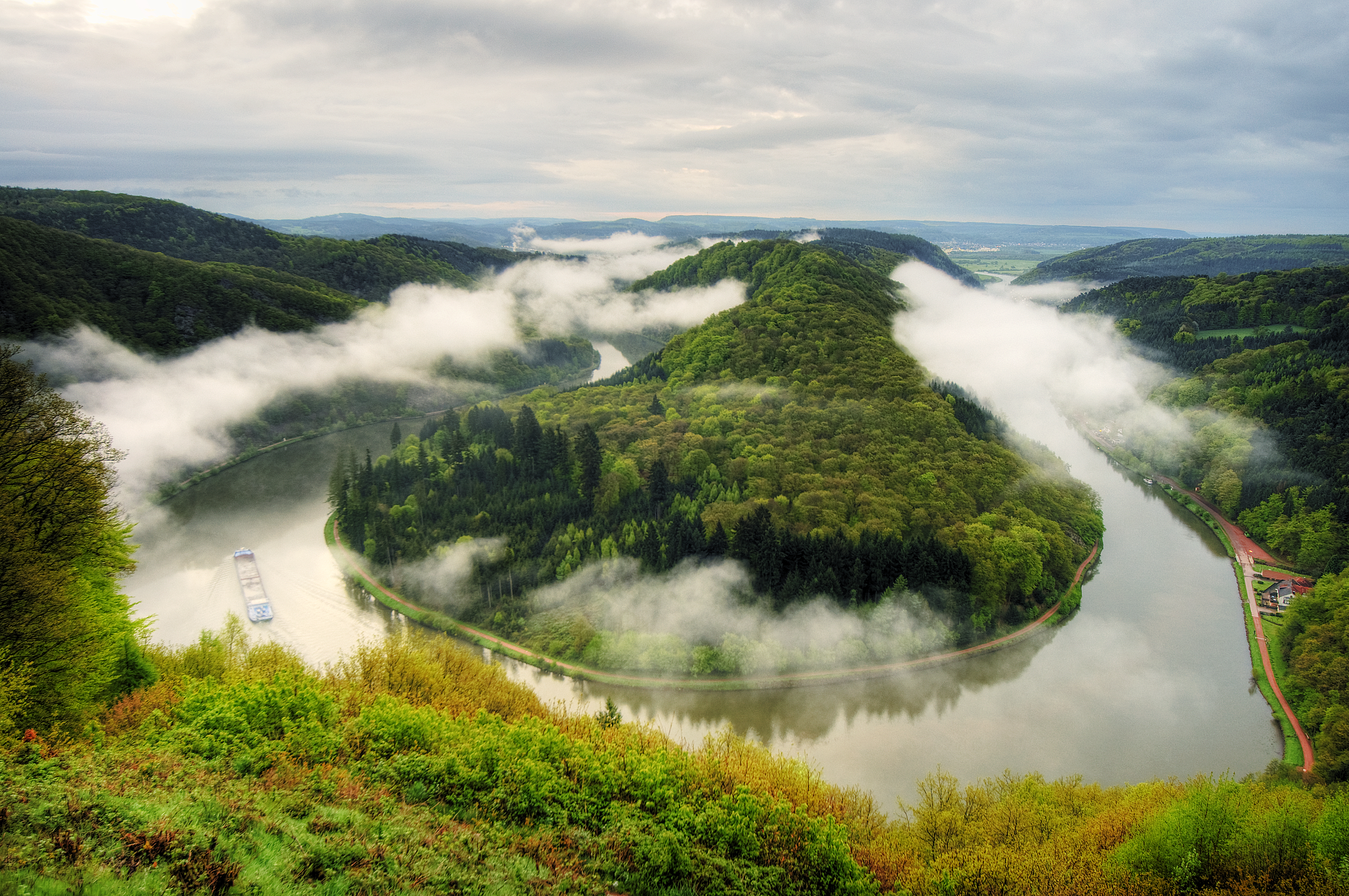
Blick von der Cloef auf die Saarschleife
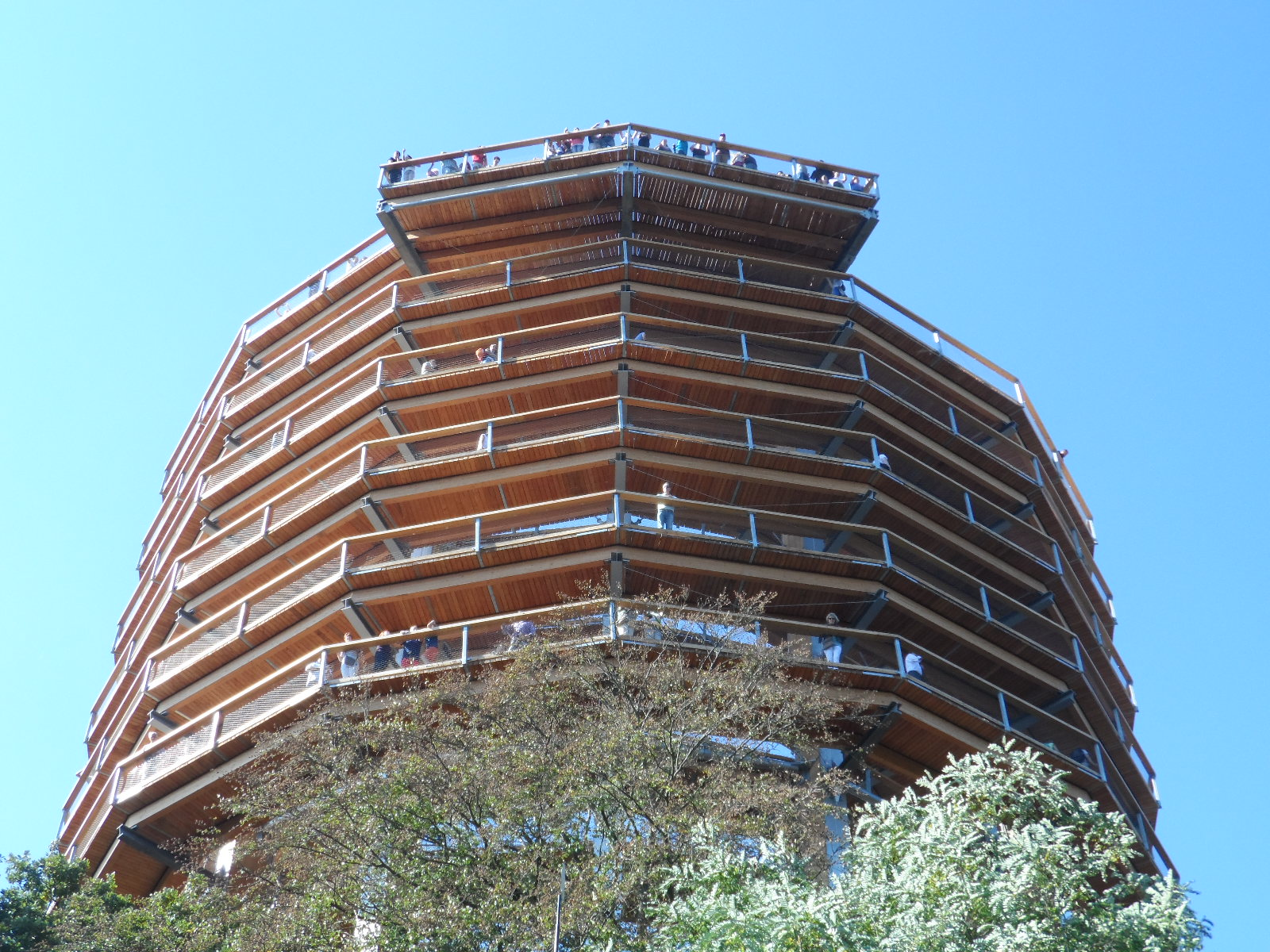
Aussichtsturm des Baumwipfelpfades Saarschleife
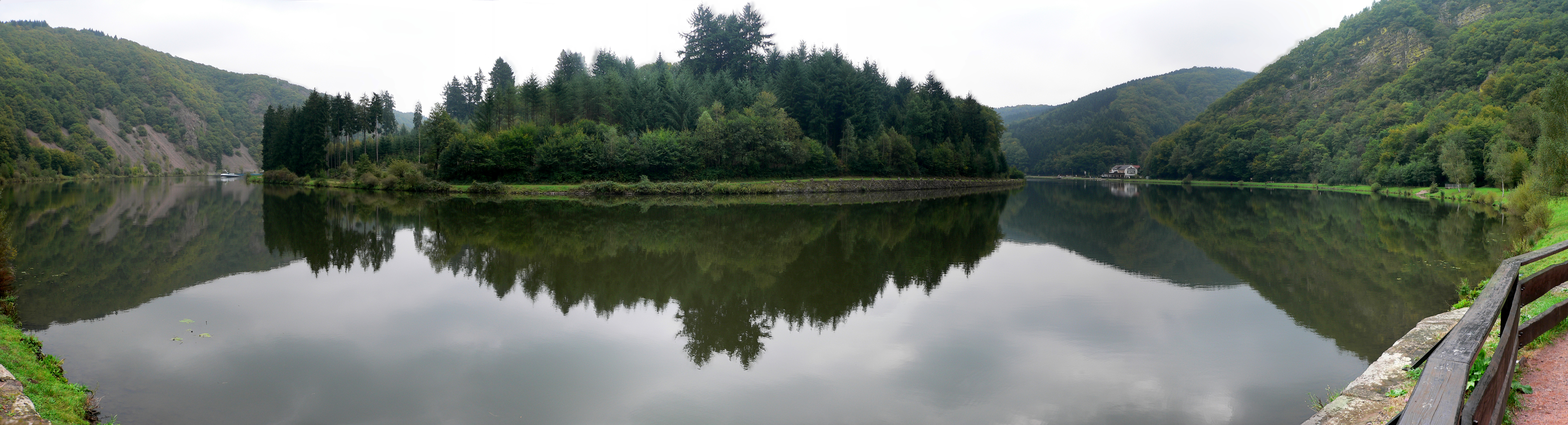
Panorama der Saarschleife auf Uferhöhe
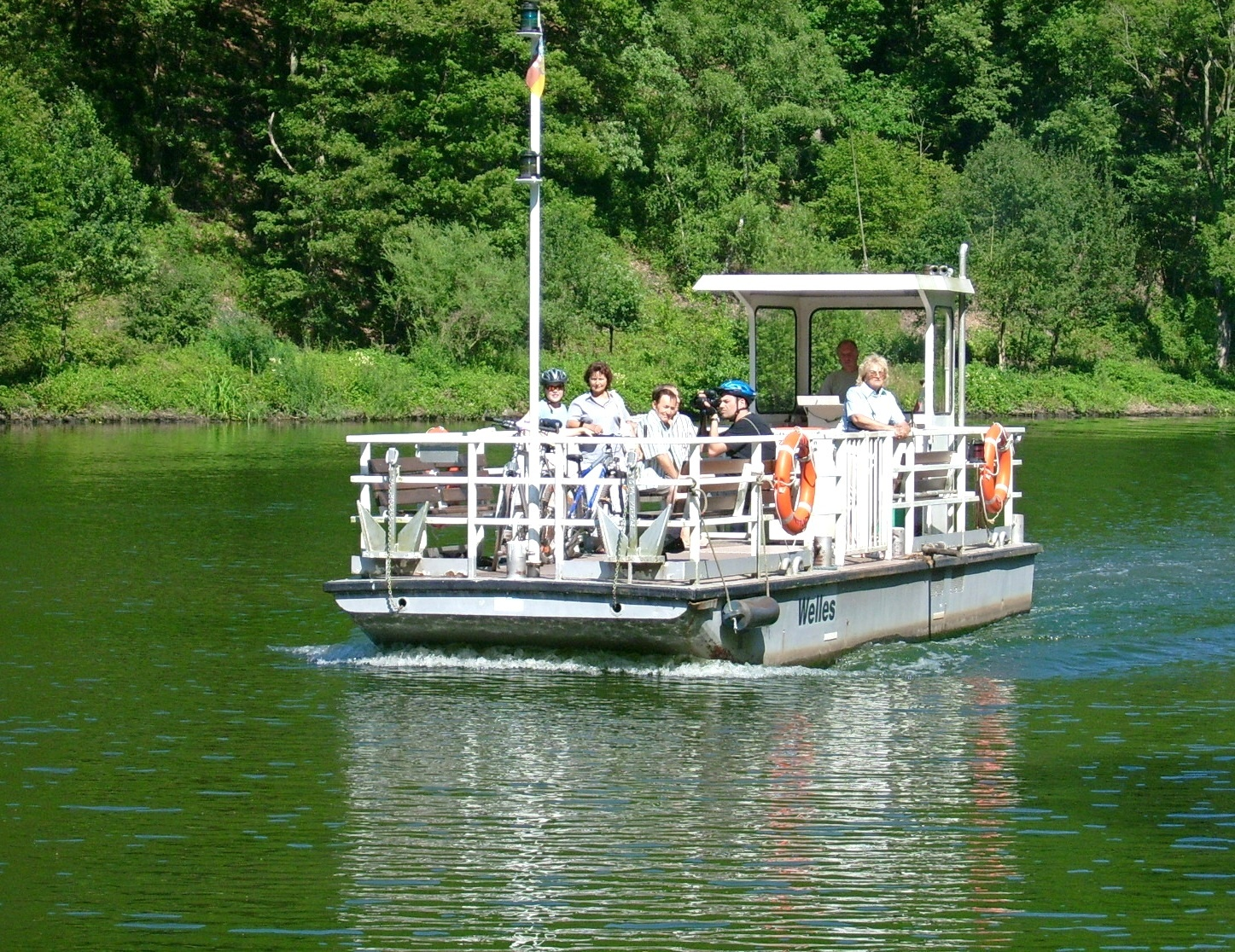
Die Fähre Welles erlaubt einen Wechsel der Saarseite im Bereich der Saarschleife
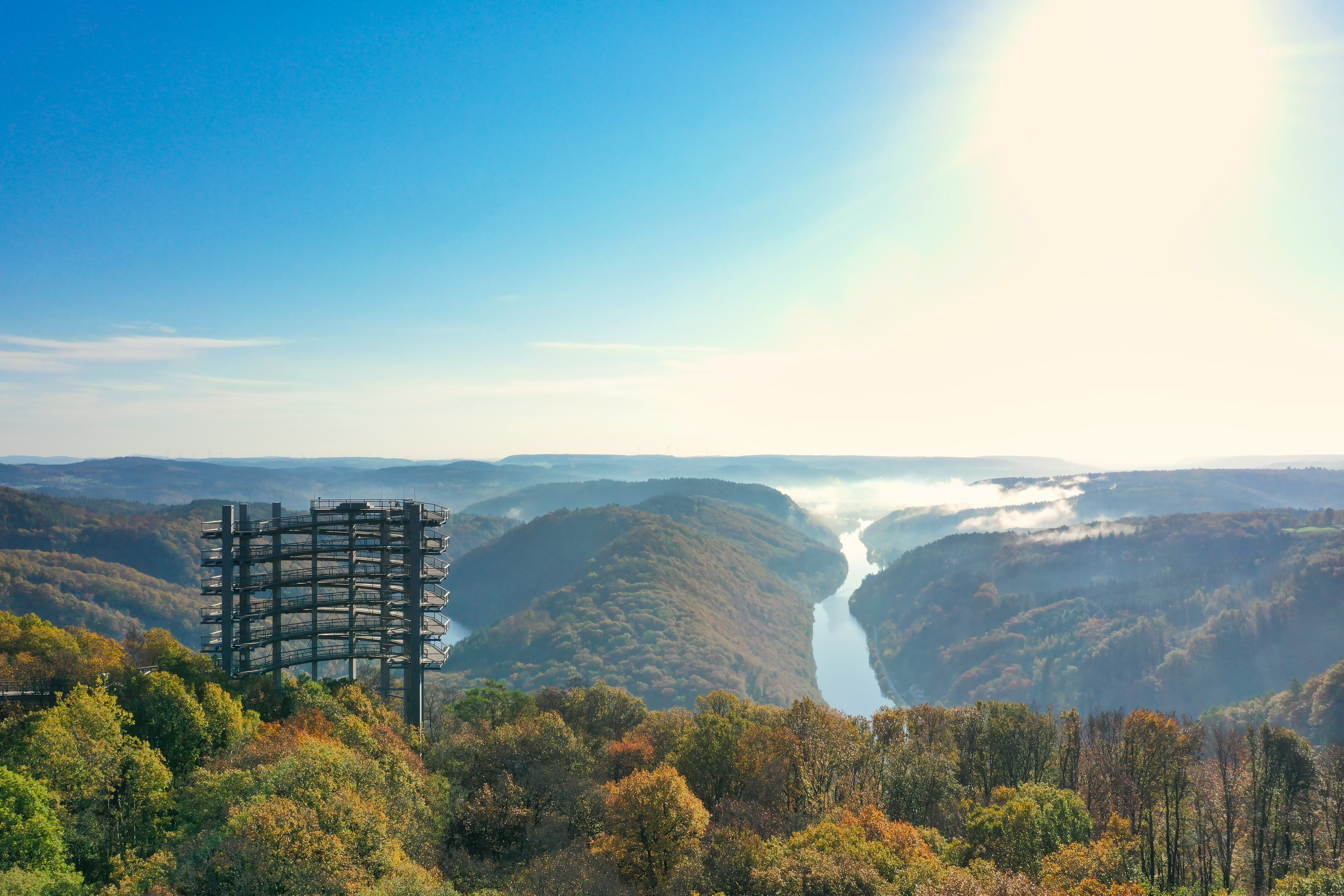
Aussichtsturm mit Saarschleife im Hintergrund
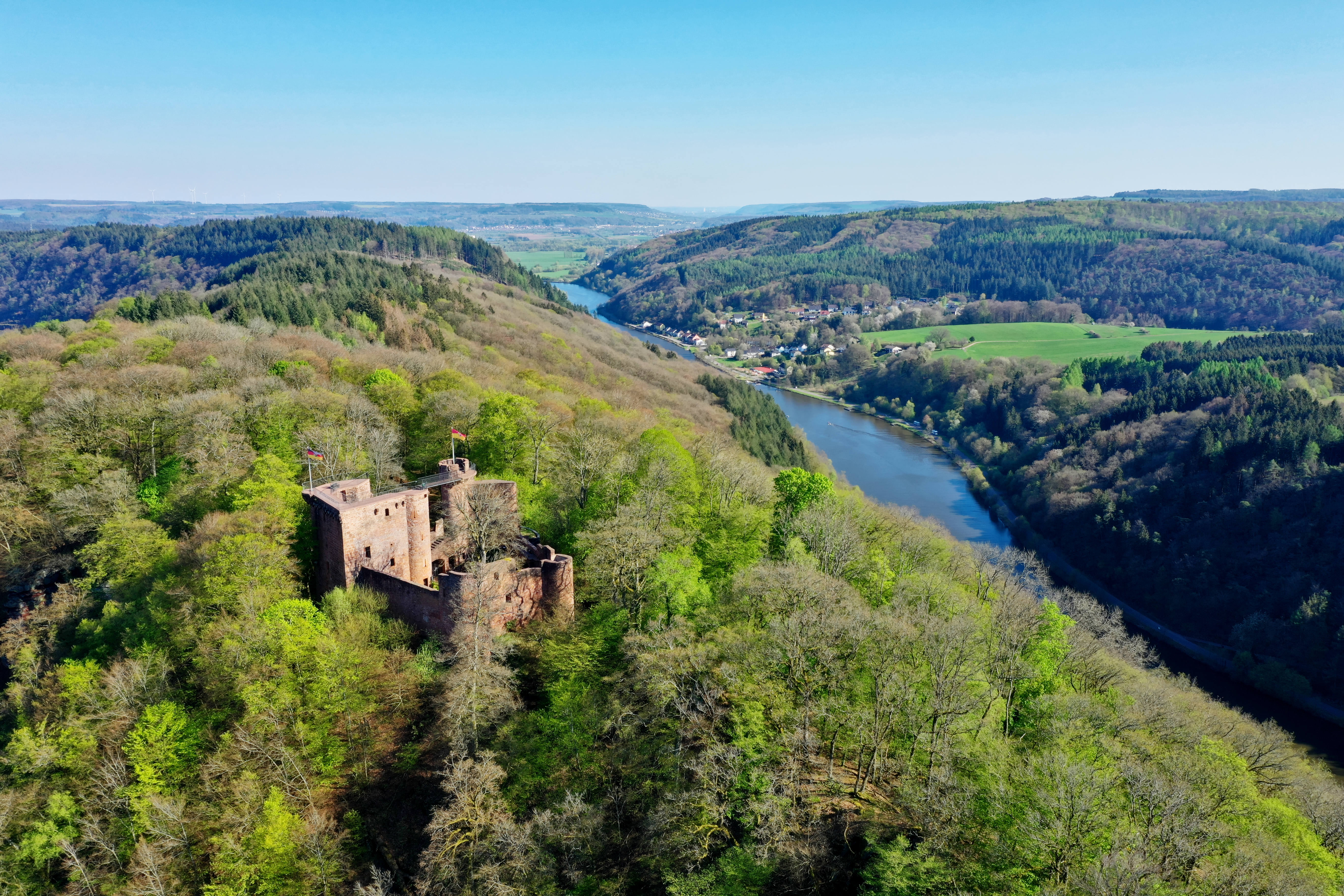
Burg Neu-Montclair auf dem Umlaufberg der Saarschleife

## Trivia

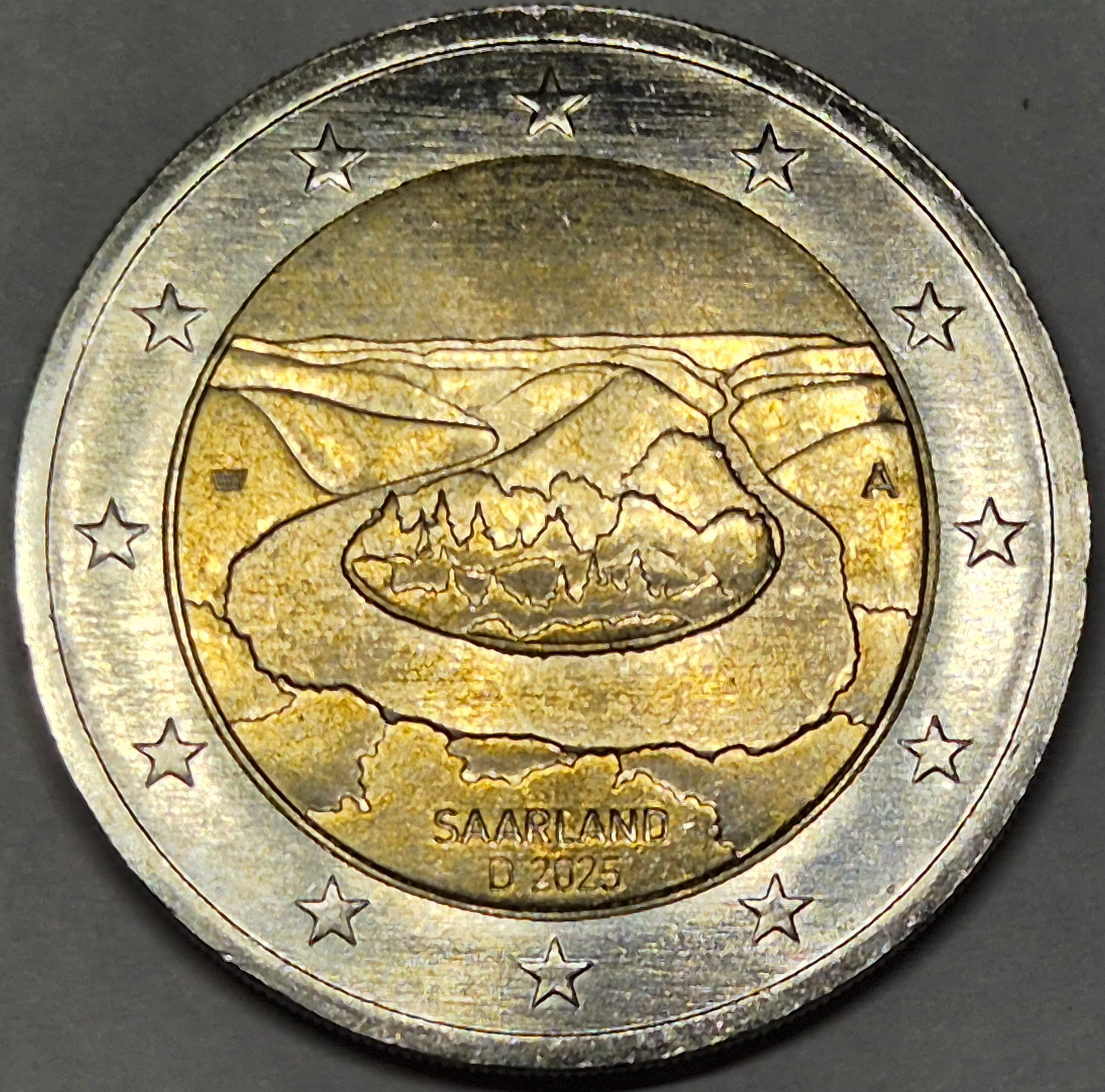
Saarschleife auf der 2-Euro-Gedenkmünze

Einen besonderen Platz erhielt die Saarschleife in der Veröffentlichung als dritte Prägung der Bundesländerserie II. Sie wurde mit Blick vom Aussichtspunkt Cloef dargestellt. 